# الخلج (عباس الغربي)
الخلج (بالفارسية: الخلج) هي مستوطنة تقع في إيران في قسم عباس الغربي الريفي. يقدر عدد سكانها بـ 2,373 نسمة .